# Пимашков, Пётр Иванович
Пётр Ива́нович Пимашко́в (2 июля 1948, деревня Бовки, Быховский район, Могилёвская область, БССР, СССР — 12 августа 2021, Сочи, Россия) — советский партийный, российский политический и государственный деятель. Депутат Государственной думы VI и VII созывов. Член фракции «Единая Россия», член комитета Государственной думы по энергетике. Доктор экономических наук.

## Биография
Родился 2 июля 1948 года в деревне Бовки Могилёвской области в семье учителей .

### Образование
Окончил Красноярский политехнический техникум. В 1977 году получил высшее образование, окончив Сибирский технологический институт. В 1996 году прошёл повышение квалификации по специальности «инженер-экономист» в Красноярской государственной академии цветных металлов и золота. В 1996 году защитил диссертацию на соискание учёной степени кандидата экономических наук по теме «Государственное регулирование перехода к рыночной экономике» (специальность 08.00.01 — Политическая экономия, рыночная экономика). В 2000 году в Российской экономической академии им. Г. В. Плеханова защитил диссертацию на соискание учёной степени доктора экономических наук по теме «Координация продовольственного рынка: Концепция, методология, анализ» (08.00.05 — Экономика и управление народным хозяйством).

### Карьера
С 1968 по 1970 год проходил срочную воинскую службу в рядах Советской Армии, в танковых войсках. Принимал участие в советско-китайском пограничном конфликте на острове Даманском.
С 1970 по 1973 год работал на Красноярском комбайновом заводе. С 1973 по 1978 год работал в Октябрьском районном комитете ВЛКСМ. С 1978 по 1979 год работал на Красноярском комбайновом заводе в должности начальника цеха. С 1979 по 1986 год работал инструктором районного комитета КПСС, затем инструктором Красноярского краевого комитета КПСС. С 1986 по 1987 год работал в исполнительном комитете Свердловского района в должности председателя. С 1987 по 1990 год работа в Свердловском районном комитете Коммунистической партии в должности первого секретаря. С 1990 по 1991 год работал в Свердловском районном Совете народных депутатов в должности председателя, с 1991 по 1996 год работал в администрации Свердловского района Красноярска в должности главы администрации.
В мае 1996 г., после отставки прежнего главы города Валерия Позднякова, был назначен исполняющим обязанности главы Красноярска. В декабре 1996 года избран главой Администрации города Красноярска, получив 58 % голосов избирателей. В декабре 2000 года повторно избран главой Администрации города Красноярска (87,72 % голосов). В марте 2004 на досрочных выборах избран главой Администрации в третий раз (79,06 % голосов). В марте 2008 года был избран главой Администрации Красноярска в четвёртый раз (70,43 % голосов), выдвигался от партии «Единая Россия».
В декабре 2011 года баллотировался в депутаты Госдумы от партии «Единая Россия», по результатам распределения мандатов избран депутатом Государственной Думы VI созыва. В связи с избранием в Госдуму досрочно сложил полномочия главы Администрации Красноярска.
В сентябре 2016 года повторно баллотировался в Госдуму от «Единой России», избран депутатом Государственной Думы VII созыва по одномандатному избирательному округу № 55.

### Смерть
Скоропостижно скончался 12 августа 2021 года в Сочи на 74-м году жизни.
17 августа в Большом концертном зале Красноярской краевой филармонии состоялась церемония прощания, а похороны прошли в тот же день на Аллее Славы Бадалыкского кладбища Красноярска. Петра Ивановича похоронили рядом с супругой.

## Законотворческая деятельность
С 2011 по 2019 год, в течение исполнения полномочий депутата Государственной Думы VI и VII созывов, выступил соавтором 206 законодательных инициатив и поправок к проектам федеральных законов.

## Семья
- Супруга — Людмила Ивановна Пимашкова (1954—2008) ― российский общественный деятель, красноярский меценат и благотворитель.
- Дочь — Валентина Петровна Дьячкова (род. 6 мая 1975) в 1996 году окончила Красноярский коммерческий институт, а также Красноярский государственный аграрный университет по специальности «юриспруденция». Кандидат экономических наук. Работала руководителем Представительства МИД России в городе Красноярск. В 2012 году родила дочь.
- Сын — Андрей Петрович Пимашков — выпускник МГИМО, предприниматель.

## Награды
- Орден «За заслуги перед Отечеством» IV степени (2008)[16]
- Орден Дружбы (2003)[17]
- Орден Почёта (1998)[18]
- Орден РПЦ Святого Даниила Московского II степени
- Лауреат Национальной общественной премии имени Петра Великого «За эффективное управление и достижение лучших социально-экономических показателей развития города»
- Лауреат Национальной общественной премии «Российский национальный Олимп» в номинации «Мэр года» (2002)
- «Лучший глава муниципального образования» по результатам первого всероссийского конкурса «Лучшее муниципальное образование», организованного Правительством Российской Федерации и министерством регионального развития РФ (2007)
- Диплом «Гран-при» и «Золотая Триумфальная арка» на конкурсе «Созидатель года» (2001)
- Золотой орден ФИЛА за активное участие в развитии вольной борьбы, включен в почетный список ООН
- Почётный житель города Дальнереченск (2019)
- Почётный житель города Красноярска (2011)
- Почётный знак Всероссийской Ассоциации местного самоуправления «За заслуги в развитии местного самоуправления в Российской Федерации» (2021).

## Интересные факты
В народе Пимашкова часто называют «Пётр Фонтаныч» за строительство большого количества фонтанов в Красноярске. Наряду с этим он получил известность своей страстью к благоустройству города (пальмы в кадках, световые иллюминации, искусственные и живые цветочные скульптуры) и любовью к проведению общегородских зарядок. При нём в сентябре 2001 года в Красноярске появился новый символ, приуроченный ко Дню города — башня с часами на здании городской администрации (архитектор — А. С. Демирханов), получившая в народе название «Биг-Бен». Также Пимашковым проводилось трудовое воспитание школьников посредством создания «Трудовых отрядов Главы города» в жёлтых майках, которые получали заработную плату, занимаясь в тёплое время года уборкой города.
Интересны некоторые публичные высказывания Пимашкова. В начале 2000-х в Красноярске усилилась сейсмическая активность. После первого ощутимого землетрясения Пимашков сказал буквально следующее представителям красноярских СМИ: «Ответственно вам заявляю, что завтра землетрясения не будет».